# Mr. Incredible
Robert "Bob" Parr (còn được biết đến với biệt danh Mr. Incredible) là một nhân vật siêu anh hùng hư cấu trong các bộ phim hoạt hình đề tài siêu anh hùng Gia đình siêu nhân (2004) và Gia đình siêu nhân 2 (2018) của Pixar. Anh sở hữu sức mạnh, độ bền và thể lực siêu phàm. Bob kết hôn với Helen Parr (Elastigirl) và có ba người con tên là Dash, Violet và Jack-Jack. Trong phim, diễn viên lồng tiếng nhân vật là Craig T. Nelson, còn trong Mr. Incredible and Pals và các tựa trò chơi điện tử, nhân vật được lồng tiếng bởi Pete Docter, Richard McGonagle và Jeff Bergman. Đạo diễn kiêm tác giả kịch bản Brad Bird đã sáng tạo ra nhân vật, một phần dựa trên hình ảnh của cha mình. Bird từng chia sẻ: "Anh ấy có chút giống bố tôi, vì bố tôi là một người tuyệt vời, rất hài hước, thông minh và tôi yêu ông ấy vô cùng".

## Xây dựng nhân vật
Craig T. Nelson là diễn viên lồng tiếng cho Mr. Incredible. Nelson từng bày tỏ mong muốn tham gia lồng tiếng cho một nhân vật hoạt hình sau khi xem lại phim The Iron Giant. Ông đã thực hiện phần lồng tiếng cho vai diễn này trong khoảng thời gian không quay phim The District - bộ phim truyền hình ông đóng chính vào thời điểm đó. Quá trình lồng tiếng kéo dài hơn hai năm. Sau này, Nelson tiếp tục đảm nhận vai diễn trong phần phim tiếp theo năm 2018. Trong các tựa trò chơi điện tử, người lồng tiếng nhân vật là Richard McGonagle.

## Xuất hiện

### Phim điện ảnh

#### Gia đình siêu nhân
Vào ngày cưới người vợ sắp cưới Helen (còn được biết đến với biệt danh Elastigirl), Bob Parr (tức Mr. Incredible) đã cứu Oliver Sansweet khỏi việc tự sát bằng cách lao qua cửa sổ một tòa nhà cao tầng đang bị tên siêu phản diện Bomb Voyage cướp phá. Trong lúc hai bên đối đầu, một cậu bé hâm mộ Mr. Incredible tên Buddy Pine bay tới bằng đôi giày tên lửa do chính cậu phát minh và tự nhận là "Incrediboy", trợ thủ của Bob. Bob từ chối Buddy, nhưng Bomb Voyage ném một quả bom dính vào áo choàng của cậu. Bob kịp thời hất quả bom đi, nhưng vô tình phá hủy đường ray tàu điện trên cao. Anh phải dùng sức mạnh ngăn đoàn tàu rơi xuống. 
Sau đám cưới, Sansweet cùng hành khách trên tàu kiện Bob vì chấn thương cổ. Những vụ kiện về thiệt hại do Bob gây ra, cùng với các vụ tương tự nhắm vào siêu anh hùng khác, khiến dư luận quay lưng. Chính phủ buộc phải triển khai Chương trình Tái Định Cư Siêu Anh Hùng (Superhero Relocation Program), buộc các "siêu nhân" phải sống ẩn danh và từ bỏ sứ mệnh của mình.
15 năm sau, Bob, Helen cùng các con Violet, Dash và Jack-Jack sống ở thành phố Metroville, buộc phải giấu kín siêu năng lực. Dù vậy, thỉnh thoảng Bob cùng người bạn thân Lucius Best (tức Frozone) vẫn "sống lại những ngày hào hùng" bằng cách trở thành dân phòng vệ (vigilante) vào ban đêm.
Một ngày nọ, khi đang làm nhân viên điều chỉnh bảo hiểm, Bob chứng kiến một vụ cướp và định can thiệp. Tuy nhiên, Gilbert Huph (sếp của anh) dọa sa thải nếu anh dám hành động. Bực tức, Bob suýt giết Huph bằng cách bóp cổ rồi ném ông ta xuyên qua mấy bức tường. Sau khi bị đuổi việc, Bob về nhà và nhận được tin nhắn chứa ảnh toàn ký từ một phụ nữ tên Mirage, đề nghị anh chiến đấu với Omnidroid - một cỗ máy hình chân kiềng nổi loạn. Bob nhận lời mà không nói với gia đình, lên máy bay cùng Mirage tới hòn đảo Nomanisan để đối đầu với Omnidroid.
Bob chiến đấu với cỗ máy và dụ nó tự phá hủy nguồn năng lượng, vô hiệu hóa nó. Sau trận chiến, Bob bắt đầu luyện tập để lấy lại phong độ. Khi kiểm tra bộ trang phục siêu nhân cũ, anh phát hiện nó đã rách. Anh mang nó đến cho Edna Mode - nhà thiết kế trang phục siêu anh hùng. Edna may toàn bộ trang phục mới cho cả nhà Parr, mà không biết rằng Helen chưa hề hay chuyện Bob đang làm.
Quay lại đảo Nomanisan, Bob phát hiện Mirage đang làm việc cho Buddy - giờ đã trưởng thành và lấy danh hiệu siêu anh hùng Syndrome. Giờ đây, Syndrome là một nhà phát minh kiêm đại gia buôn vũ khí, hắn đã hoàn thiện Omnidroid bằng cách thuê các siêu anh hùng khác đến giao đấu với nó. Hắn định đưa Omnidroid hoàn chỉnh đến Metroville, nơi hắn sẽ bí mật điều khiển để "đánh bại" nó trước công chúng và tự biến mình thành "anh hùng". Sau đó, hắn muốn bán các phát minh của mình để ai cũng có thể trở thành siêu anh hùng, với triết lý: "Khi tất cả đều siêu phàm thì chẳng ai siêu phàm nữa".
Helen bắt đầu nghi ngờ Bob. Cô đến gặp Edna và phát hiện ra những gì chồng mình đã làm. Helen kích hoạt beacon (thiết bị định vị) do Edna tích hợp trong bộ đồ, vô tình khiến Bob bị bắt khi đang thâm nhập căn cứ của Syndrome. Helen thuê một chiếc máy bay tư nhân đến Nomanisan, nhưng Violet và Dash đã lén đi theo. Syndrome phóng tên lửa bắn hạ máy bay khiến Bob đau đớn tột cùng. Anh suýt giết Mirage trong cơn thịnh nộ nhưng không nỡ ra tay dù Syndrome liên tục kích động. Helen và các con may mắn sống sót. Sau khi tìm thấy Bob, họ cùng nhau đi tìm các con trong lúc bị lính của Syndrome truy đuổi. Đoàn tụ xong, cả gia đình trốn thoát về Metroville bằng tên lửa với sự giúp đỡ của Mirage.
Do trí thông minh vượt trội, Omnidroid nhận diện Syndrome là mối đe dọa và bắn nát thiết bị điều khiển trên tay hắn. Lucius cùng gia đình Parr hợp sức tiêu diệt Omnidroid. Khi trở về nhà, họ phát hiện Syndrome đã bỏ đi nhằm bắt cóc Jack-Jack. Khi hắn bế đứa bé bay lên máy bay, sức mạnh biến hình của Jack-Jack bộc phát, giúp cậu thoát khỏi Syndrome ngay trên không trung. Helen đỡ lấy con, còn Bob ném chiếc ô tô vào máy bay của Syndrome khi hắn vừa lên khoang. Chiếc áo choàng của Syndrome bị cuốn vào động cơ phản lực, khiến máy bay phát nổ. Ba tháng sau, gia đình Parr chứng kiến sự xuất hiện của siêu phản diện Doug Talpid (biệt danh Underminer). Họ cùng nhau đeo mặt nạ siêu anh hùng, sẵn sàng đối mặt với mối đe dọa mới như một gia đình đoàn kết.

#### Gia đình siêu nhân 2
Gia đình Incredibles và Frozone chiến đấu với Underminer, thành công ngăn hắn phá hủy Tòa thị chính nhưng không thể ngăn vụ cướp ngân hàng và để hắn trốn thoát. Những thiệt hại phụ này đã cho chính phủ - vốn ghen tị với siêu anh hùng - cái cớ hoàn hảo để đóng cửa Chương trình Tái Định Cư Siêu Anh Hùng, cắt hỗ trợ tài chính cho gia đình Parr và các siêu anh hùng khác. Tony Rydinger (người Violet thích) phát hiện ra thân phận siêu anh hùng của cô, buộc đặc vụ Rick Dicker phải xóa ký ức của anh ta về cô.
Winston Deavor, doanh nhân giàu có cùng em gái Evelyn (chủ tập đoàn truyền thông viễn thông khổng lồ DevTech) đề xuất các nhiệm vụ bí mật cho siêu anh hùng sẽ được ghi hình và công khai nhằm giành lại lòng tin công chúng. Winston chọn Elastigirl (ít gây thiệt hại phụ hơn) thay vì Mr. Incredible cho các nhiệm vụ đầu tiên. Bob vật lộn với vai trò mới là người nội trợ: giúp Dash làm bài tập toán, an ủi Violet khi cô đau lòng vì Tony bỏ lỡ buổi hẹn đầu tiên (do bị xóa ký ức), và kiểm soát Jack-Jack với sức mạnh đang bùng phát. Edna Mode chế tạo bộ đồ đặc biệt giúp kiểm soát năng lực của Jack-Jack. Trong khi đó, Elastigirl đối đầu với siêu ác nhân "Screenslaver" - kẻ dùng hình ảnh thôi miên qua màn hình TV. Sau khi ngăn hắn phá hủy đoàn tàu chở đầy người và chặn âm mưu ám sát một đại sứ, cô truy ra hắn tại một chung cư và phát hiện hắn chỉ là... một nhân viên giao pizza không nhớ gì về hành động của mình.
Tại bữa tiệc mừng bắt được Screenslaver, Winston công bố hội nghị thượng đỉnh các nhà lãnh đạo thế giới để hợp pháp hóa siêu anh hùng, tổ chức trên du thuyền sang trọng Everjust. Elastigirl phát hiện tên giao pizza bị bắt không phải Screenslaver thật sự mà chỉ bị chiếc kính thôi miên điều khiển. Evelyn liền tròng kính vào Elastigirl, tự xưng mới là Screenslaver thực sự. Trong khi nhốt Elastigirl trên ghế trong phòng lạnh để hạn chế khả năng co giãn, Evelyn tiết lộ lý do căm ghét siêu anh hùng: cha cô bị trộm sát hại khi đang gọi siêu anh hùng cứu giúp thay vì trốn (trong thời kỳ siêu anh hùng bị cấm 15 năm trước), còn mẹ cô qua đời vì đau lòng. Quan điểm của Evelyn khác với Winston - người tin đúng rằng việc thiếu siêu anh hùng mới là nguyên nhân. Evelyn lên kế hoạch phá hoại hội nghị của anh trai bằng thảm kịch khiến danh tiếng siêu anh hùng sụp đổ hoàn toàn, đảm bảo họ mãi mãi bị cấm và công chúng không còn ỷ lại vào siêu anh hùng. Cô bẫy Bob và điều nhóm siêu anh hùng bị thôi miên đến khống chế các con nhà Parr. Frozone cố bảo vệ bọn trẻ nhưng bị áp đảo.
Violet, Dash và Jack-Jack trốn thoát bằng chiếc Incredibile (siêu xe được tân trang lại từng thuộc về cha họ) và đến được du thuyền của Winston. Trên tàu, Mr. Incredible, Elastigirl và Frozone bị thôi miên đọc trên sóng truyền hình một tuyên ngôn đầy hằn học nhằm biến siêu anh hùng thành mối đe dọa, sau đó khống chế thủy thủ đoàn, lái con tàu lao về phía thành phố và phá hủy hệ thống điều khiển. Jack-Jack gỡ kính thôi miên khỏi Elastigirl, rồi cô lần lượt giải cứu Mr. Incredible và Frozone. Nhà Incredibles cùng Frozone giải phóng các siêu anh hùng bị kiểm soát khác, tất cả hợp lực chuyển hướng du thuyền tránh đâm vào thành phố. Elastigirl bắt giữ Evelyn khi cô ta đang cố trốn thoát bằng máy bay phản lực. Siêu anh hùng được phục hồi địa vị hợp pháp trên toàn cầu.
Một thời gian sau, Tony cùng Violet đi xem phim với cả nhà. Khi gia đình Parr phát hiện một băng cướp ngân hàng, Violet tạm rời Tony ở rạp (hứa sẽ quay lại kịp giờ), cả nhà Incredibles mặc trang phục siêu anh hùng và rượt đuổi tên cướp bằng chiếc Incredibile.

## Đón nhận
Bob đã nhận được những đánh giá tích cực từ giới phê bình. Stephanie Zacharek từ tạp chí Time đã so sánh Bob một cách tích cực với hình ảnh người cha ngoài đời thực.

## Trong văn hóa đại chúng
Tháng 9 năm 2021, Mr. Incredible trở thành chủ đề của một meme Internet thường được gọi là "Mr. Incredible Becoming Uncanny" (tạm dịch: Mr. Incredible trở nên kỳ dị). Meme này sử dụng hình minh họa Bob Parr với biểu cảm ngày càng bị tổn thương, biến dạng và đáng sợ hơn khi các chủ đề/sự kiện khác nhau dần được đưa ra (thường kèm theo ngữ cảnh) một cách gây bất an. Meme bắt nguồn từ bản render chân thực của nhân vật do họa sĩ hoạt hình Nathan Shipley tạo ra bằng chương trình trí tuệ nhân tạo. Năm 2022, meme dần trở nên phổ biến và xuất hiện nhiều biến thể, trong đó có "Mr. Incredible Becoming Canny" (tạm dịch: Mr. Incredible trở nên bình thường) - trái ngược hoàn toàn khi nhân vật này trở nên vui vẻ, phấn khích hơn.